# عبد اللطيف محمد (عالم)
عبد اللطيف محمد (1948 م) عالم نبات وأحياء ماليزي ورائد في مجال البحث التصنيفي لنباتات. ولد في منطقة كيلانتان في ماليزيا.
قضى ما يقرب من 40 عامًا من البحث حول النباتات الماليزية وتصنيف النباتات والتنوع الأحيائي. وهو أول ماليزي يتخرج بدرجة الدكتوراه في التصنيف العالي للنبات.

## سيرته
ولد في كيلانتان عام 1948 وتلقى تعليمه المبكر في مدرسة بارانج بوتينج الوطنية ومدرسة ميرباو الإنجليزية في كوتا بهارو، كيلانتان. التحق بالمدرسة الثانوية في كلية السلطان إسماعيل ثم تابع دراسته في جامعة مالايا (UM) حيث حصل على بكالوريوس العلوم. بدأ بالاهتمام بتصنيف النباتات حين كان بجامعة مالايا، وحصل على تشجيع ومأزره من محاضره ومعلمه الراحل الدكتور BC Stone. في سبتمبر 1974، التحق بجامعة ريدينغ بإنجلترا حيث حصل على درجة الماجستير في علوم تصنيف النباتات البحتة والتطبيقية، وبعد ذلك حصل على درجة الدكتوراه في علم النظم التصنيفية للنباتات. يشغل البروفيسور عبد اللطيف حاليًا منصب أستاذ فخري وباحث زائر في جامعة كيبانغسان ماليزيا.

## والصف والصتنيف
طوال 40 عامًا من البحث، قام بتسمية جنس جديد من النبات، وهو حلوق هجين (Nothocissus)؛ 18 نوعًا نباتيًا جديدًا يشمل Rafflesia azlanii و Rafflesia tengku-adlinii و Dendrobium terengganuensis و Cissus sumatrana والعديد من السجلات الجديدة لنباتات ماليزيا التي تشمل Vatica sarawakensis و Madhuca palembanica و Cissus aristolochiodes. وهناك سبعة نباتات وحيوان واحد سميت على شرفه.